# Лезница
Лезница — правый приток реки Норинь, протекающий по Коростенскому району (Житомирская область).

## География
Длина — 10 км. Площадь бассейна — 26,4 км². Русло реки (отметки уреза воды) в устье находится на высоте 167,7 м над уровнем моря. На реке в её нижнем течении создан каскад прудов.
Берёт начало на болотном массиве, что юго-западнее села Прибытки. Река течёт на восток. Впадает в реку Норинь (на 65-км от её устья) непосредственно южнее села Красиловка.
Пойма занята лесами (доминирование сосны), частично лугами и болотами. У реки в её верхнем и среднем течениях расположены три братские могилы.
Населённые пункты на реке (от истока к устью): нет.